# Duguetia trunciflora
Duguetia trunciflora Maas & A.H.Gentry – gatunek rośliny z rodziny flaszowcowatych (Annonaceae Juss.). Występuje naturalnie w Peru, Kolumbii, Wenezueli, Gujanie Francuskiej oraz Brazylii (w stanach Acre, Amazonas, Pará i Mato Grosso). 

## Morfologia
PokrójZimozielone drzewo dorastające do 6 m wysokości.
LiścieMają eliptyczny kształt. Mierzą 21–26 cm długości oraz 5,5–8 cm szerokości. Nasada liścia jest ostrokątna. Blaszka liściowa jest o spiczastym wierzchołku. Ogonek liściowy jest nagi i dorasta do 15–25 mm długości.
KwiatySą pojedyncze lub zebrane w pary, rozwijają się w kątach pędów. Działki kielicha mają jajowaty kształt i dorastają do 3–5 mm długości. Płatki mają kształt od podłużnego do odwrotnie jajowatego i osiągają do 25–30 mm długości.

## Biologia i ekologia
Rośnie w wilgotnych wiecznie zielonych lasach. Występuje na wysokości do 800 m n.p.m.